# Trophée Barthés
El Trophée Barthés es la única competición de rugby de selecciones nacionales juveniles organizado por Rugby Afrique.

## Reseña
Antes de crearse esta competición, se jugaba el Africa Cup U19 A y el Africa Cup U19 B, torneos continentales de primera y segunda división respectivamente para jugadores de hasta 19 años. Existía un ascenso y un descenso entre los dos niveles y además, el equipo ganador en la divisional A clasificaba al Trofeo Mundial de Rugby Juvenil del siguiente año.
En el 2017 se instaura el Trophée Barthés, o el U20 Barthés Trophy por su nombre en inglés, sustituyendo a las mencionadas copas pero en categoría M20, o sea que el ganador clasifica al Trofeo Mundial del mismo año.
Los dos torneos disputados fueron ganados por Namibia, por el contrario, Costa de Marfil se ubicó último en el 2017 y como no existía descensos volvieron a jugar los mismos equipos al año siguiente. En el 2018 Madagascar finalizó el torneo en la última posición y no estará presente en el 2019.

## Modo de disputa
Se disputa con 8 participantes divididos en 2 grupos y las selecciones de cada serie compiten en régimen eliminatorio en una ciudad elegida como sede. Los grupos se determinan por proximidad geográfica y si bien hay un ganador por zona, se confecciona una tabla general para otorgar el cupo al Mundial B como se lo suele llamar al Trofeo Juvenil.
La selección de Sudáfrica, que es la potencia del continente, no participa en el Trophée Barthés.

## Campeonatos de primer nivel
| Edición | Año  | Sedes                 | Campeón                            | 2.º puesto                         | 3.er puesto                        | 4.º puesto                         | 5.º puesto                         | 6.º puesto                         | 7.º puesto                         | 8.º puesto                         |
| ------- | ---- | --------------------- | ---------------------------------- | ---------------------------------- | ---------------------------------- | ---------------------------------- | ---------------------------------- | ---------------------------------- | ---------------------------------- | ---------------------------------- |
| I       | 2017 | Monastir Antananarivo | Namibia                            | Túnez                              | Marruecos                          | Senegal                            | Kenia                              | Madagascar                         | Zimbabue                           | C. Marfil                          |
| II      | 2018 | Jemmal Windhoek       | Namibia                            | Túnez                              | Kenia                              | Senegal                            | Zimbabue                           | C. Marfil                          | Marruecos                          | Madagascar                         |
| III     | 2019 | Nairobi               | Kenia                              | Namibia                            | Senegal                            | Túnez                              |                                    |                                    |                                    |                                    |
| -       | 2020 | Nairobi               | Cancelado por pandemia de COVID-19 | Cancelado por pandemia de COVID-19 | Cancelado por pandemia de COVID-19 | Cancelado por pandemia de COVID-19 | Cancelado por pandemia de COVID-19 | Cancelado por pandemia de COVID-19 | Cancelado por pandemia de COVID-19 | Cancelado por pandemia de COVID-19 |
| IV      | 2021 | Nairobi               | Kenia                              | Madagascar                         | Senegal                            |                                    |                                    |                                    |                                    |                                    |
| V       | 2022 | Nairobi               | Zimbabue                           | Namibia                            | Kenia                              | Madagascar                         | Túnez                              | Uganda                             | Zambia                             | Costa de Marfil                    |
| VI      | 2023 | Nairobi               | Zimbabue                           | Kenia                              | Namibia                            | Túnez                              | Costa de Marfil                    | Zambia                             | Uganda                             | Madagascar                         |
| VII     | 2024 | Harare                | Kenia                              | Zimbabue                           | Namibia                            | Túnez                              |                                    |                                    |                                    |                                    |
| VIII    | 2025 | Harare                | Namibia                            | Kenia                              | Zimbabue                           | Túnez                              |                                    |                                    |                                    |                                    |

## Posiciones
- Número de veces que las selecciones ocuparon cada posición en las ediciones de primer nivel.

| Equipo          | Campeón | 2.º puesto | 3.er puesto | 4.º puesto | 5.º puesto | 6.º puesto | 7.º puesto | 8.º puesto |
| --------------- | ------- | ---------- | ----------- | ---------- | ---------- | ---------- | ---------- | ---------- |
| Kenia           | 3       | 2          | 2           |            | 1          |            |            |            |
| Namibia         | 3       | 2          | 2           |            |            |            |            |            |
| Zimbabue        | 2       | 1          | 1           |            | 1          |            | 1          |            |
| Túnez           |         | 2          |             | 4          | 1          |            |            |            |
| Madagascar      |         | 1          |             | 1          |            | 1          |            | 2          |
| Senegal         |         |            | 2           | 2          |            |            |            |            |
| Marruecos       |         |            | 1           |            |            |            | 1          |            |
| Costa de Marfil |         |            |             |            | 1          | 1          |            | 2          |
| Uganda          |         |            |             |            |            | 1          | 1          |            |
| Zambia          |         |            |             |            |            | 1          | 1          |            |

## Campeonatos de niveles inferiores

### Segundo nivel
| Edición | Año  | Sede   | Campeón    | 2.º puesto | 3.er puesto     | 4.º puesto |
| ------- | ---- | ------ | ---------- | ---------- | --------------- | ---------- |
| III     | 2019 | Harare | Madagascar | Zimbabue   | Costa de Marfil | Marruecos  |

### Tercer nivel
| Edición | Año  | Sede    | Campeón | 2.º puesto | 3.er puesto | 4.º puesto |
| ------- | ---- | ------- | ------- | ---------- | ----------- | ---------- |
| III     | 2019 | Kampala | Zambia  | Uganda     | Ghana       |            |